# Kim Young-Ran (judoka)
Kim Young-Ran (en coreano: 김영란; Icheon, 5 de marzo de 1981) es una deportista surcoreana que compitió en judo. Ganó dos medallas en los Juegos Asiáticos en los años 2002 y 2006, y tres medallas en el Campeonato Asiático de Judo entre los años 2003 y 2007.

## Palmarés internacional
| Juegos Asiáticos    | Juegos Asiáticos      | Juegos Asiáticos  | Juegos Asiáticos |
| Año                 | Lugar                 | Medalla           | Categoría        |
| ------------------- | --------------------- | ----------------- | ---------------- |
| 2002                | Busan (Corea del Sur) | Medalla de plata  | –48 kg           |
| 2006                | Doha (Catar)          | Medalla de plata  | –48 kg           |
| Campeonato Asiático |                       |                   |                  |
| Año                 | Lugar                 | Medalla           | Categoría        |
| 2003                | Jeju (Corea del Sur)  | Medalla de oro    | –48 kg           |
| 2005                | Taskent (Uzbekistán)  | Medalla de bronce | –48 kg           |
| 2007                | Kuwait (Kuwait)       | Medalla de plata  | –48 kg           |